# Talsperre Sosa
Die Talsperre Sosa ist eine Talsperre im Freistaat Sachsen. Sie dient der Trinkwasserversorgung des Westerzgebirges und dem Hochwasserschutz.
Die Talsperre wurde 1949 bis 1952 im Höllengrund südlich von Sosa, seit 2011 Ortsteil der Stadt Eibenstock, im Erzgebirge erbaut und 1952 endgültig in Betrieb genommen. Die Staumauer ist eine gekrümmte Gewichtsstaumauer aus Bruchsteinmauerwerk. Sie ist die letzte Staumauer dieses Typs, die in Deutschland errichtet wurde. Speziell für ihren Bau wurde ein von der Maxhütte Unterwellenborn hergestellter Mischbinder (Sosa-Binder) mit besonderen Eigenschaften bezüglich Festigkeit, Abbindezeit und Wärmeentwicklung eingesetzt. Das gestaute Gewässer ist die Kleine Bockau. Zusätzlich wird Wasser der Großen Bockau über den Hanggraben westlich des Auersberges ab Oberwildenthal über Wildenthal der Talsperre zugeführt.

## Technik

### Wasserentnahme und Stauvolumen
In der Staumauer sind vier Entnahmestellen vorgesehen, um immer eine gute Trinkwasserqualität zu gewährleisten, zwei Grundablässe und zwei Entnahmestellen in unterschiedlicher Höhe. Bis Mitte der 1970er Jahre erfolgte die Festlegung der Entnahmestelle nach händischen Messungen, danach erhielt die Anlage eine Steuerautomatik für das Rohwasser. Im Jahr 2001, nach der Wende baute die neu gegründete Talsperrenverwaltung eine neue Belüftungsanlage ein, die reinen Sauerstoff zuführen kann. Die endgültige Wasseraufbereitung erfolgt im Wasserwerk Sosa.
Der Stausee hat ein Volumen von 5,94 Mio. m3 und kann bis zum Überlauf an der Staumauer bis zu 6,33 Mio. m3 aufnehmen.

### Wasserqualität
Das Wasser kommt zu mehr als 95 Prozent aus Waldgebieten. Eines der zufließenden Gewässer ist der Neudecker Bach, der aus dem  Friedrichsheider Hochmoor gespeist wird und damit huminreiches Wasser zuführt. Das gesamte Wasser wird ohne Vorsperre direkt in das Staubecken geleitet.
Die Wasserhärte beträgt 1,0 Grad dH – weich beginnt bei einem Wert von unter 7 Grad dH –, das ist nach der Talsperre Carlsfeld das zweitweichste Wasser der sächsischen Talsperren. Die Sichttiefe beträgt im Jahresmittel 425 Zentimeter.

## Geschichte
Ab dem Jahr 1908 gab es Planungen für Talsperren im Bereich der Zwickauer Mulde und der Kleinen Bockau. Im September 1915 wurde im Schönheider Wochenblatt von der Königlichen Amtshauptmannschaft Schwarzenberg bekannt gemacht, dass für die Talsperren an der Zwickauer Mulde bei Eibenstock und an der Kleinen Bockau bei Sosa Vorarbeiten durchgeführt würden. Von den Arbeiten würden die Fluren Neidhardtsthal, Muldenhammer, Hundshübel, Eibenstock, Schönheide, Schönheiderhammer, Unterstützengrün, Sosa, Blauenthal, Wildenthal betroffen.

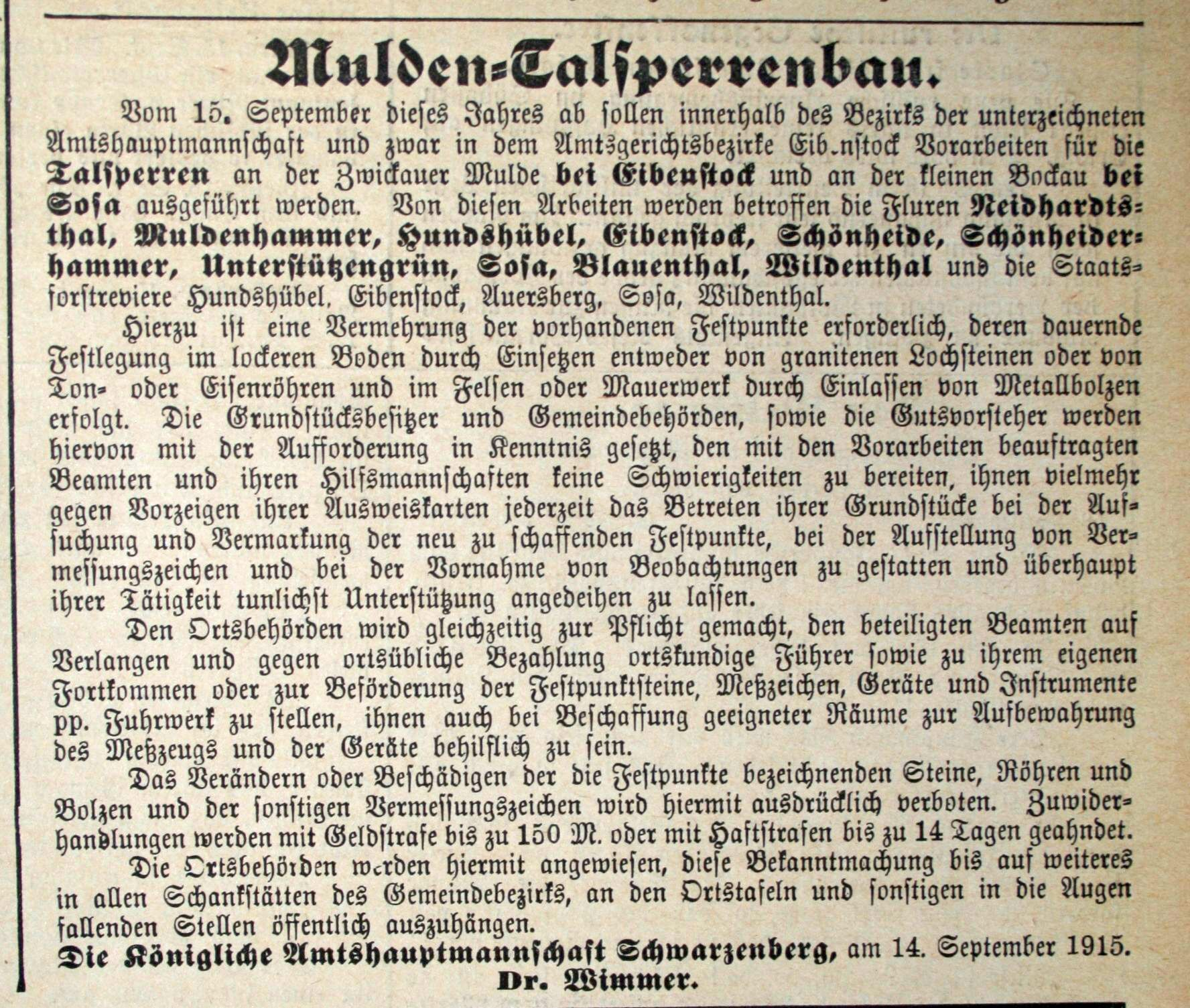
Bekanntmachung im Jahr 1915 über Vorarbeiten für die Talsperre an der Kleinen Bockau

Die Talsperrenpläne vor dem Ersten Weltkrieg stammen von der Stadt Zwickau und waren mehrfach Gegenstand von Beratungen des Sächsischen Landtages. Der Krieg und die nachfolgende Inflationszeit verhinderten zunächst die Weiterführung dieser Planungen. Im Jahr 1924 wurden Pläne wieder aufgenommen, in Erzgebirge und Vogtland eine Reihe von Talsperren zu bauen. Die Planung für Sosa wurde aber ausgesetzt.
Nach dem Zweiten Weltkrieg war eine verbesserte Trinkwasserversorgung wieder wichtig geworden. Im Mai 1949 begann das damalige Land Sachsen in der SBZ mit der Realisierung auf Basis der vorhandenen, aber nun aktualisierten Baupläne. Die im Oktober 1949 gegründete DDR rief den Bau dieser Wasserversorgungsanlage als erstes Zentrales Jugendobjekt der FDJ aus. Nach der Grundsteinlegung am 17. Juni 1950 durch Walter Ulbricht, damals stellvertretender Ministerpräsident, wurde am 19. Dezember 1951 der Staubetrieb aufgenommen und das Bauwerk durch den Ministerpräsidenten Otto Grotewohl eingeweiht. Insgesamt waren 1.600 Arbeiter und Ingenieure am Bau beteiligt. Die endgültige Fertigstellung mit Inbetriebnahme aller technischen Einrichtungen zog sich dann noch bis 1952 hin.
Der Bau gilt angesichts der dafür benutzten einfachen Mittel bis heute als technisch bemerkenswert. Die Realisierung als Jugendobjekt diente in den folgenden Jahrzehnten der DDR-Propaganda. Das Bauwerk erhielt den Beinamen Talsperre des Friedens, wurde im Lied der Jugendbrigaden erwähnt ("Wir sorgten für Wasser in Sosa...") und auf einer Briefmarke hervorgehoben.
An den Bau der Talsperre erinnerte von 1969 bis 1989 die Traditionsstätte Talsperre des Friedens.
In den Jahrzehnten nach der Inbetriebnahme wurde die Technik durch Wartung und Erneuerung immer aktuell gehalten. Im Jahr 1972 erfolgten Maßnahmen zur besseren Belüftung des Tiefenwassers im Stausee. Zwischen 1974 und 1976 wurde das Wassereinzugsgebiet des Stausees durch einen neuen Hanggraben erweitert.
Bis zum Ende der DDR war die Talsperre Staatseigentum, mit der Wiedervereinigung Deutschlands wurde sie Eigentum des neu gegründeten Freistaates Sachsen. Die Landesregierung gründete für die Verwaltung aller ihr nun unterstellten Talsperren eine Talsperrenverwaltung. Diese ließ in den Jahren 2000 bis 2008 folgende Erneuerungen durchführen:
- Sanierung der Brücke über die Hochwasserentlastungsanlage,
- Einbau eines kleinen Wasserkraftwerkes mit einer Leistung von 30 Kilowatt,
- Erneuerung der Rohwasserentnahmeleitung,
- Instandsetzung des Hanggrabens.

Im Zeitraum 2016–2018 wurde der Belag der Mauerkrone saniert und eine normgerechtes Schutzgeländer aufgestellt. 2018 wurde die Sanierung der Grundablassleitungen abgeschlossen.

## Hochwasserschutz und Sicherung der Trinkwasserversorgung
Die Talsperre dient seit ihrer Fertigstellung sowohl dem Schutz vor Hochwasser als auch der kontinuierlichen Versorgung mit Trinkwasser für das Siedlungsgebiet Aue-Schwarzenberg.
Sie verfügt über einen Hochwasserrückhalteraum im Volumen von 0,397 Mio. m³. In besonders trockenen Jahren fällt der Pegel des Stauraums auch schon mal auf drei Meter unter dem Jahresdurchschnitt.
Aus Anlass des verheerenden Hochwassers im Jahr 1954 brachte die Post der DDR eine Sonderbriefmarke mit einem Bild der Talsperre Sosa heraus (Entwurf: Kurt Eigler; siehe oben). Der Zuschlag von sechs Pfennigen kam den Hochwassergeschädigten zugute.

## Freizeitnutzung
Über die Staumauer führt seit September 2017 ein öffentlicher Weg. Angesichts der Trinkwassernutzung sind Baden, Angeln und Freizeitsport nicht möglich, aber ein Rundwanderweg von sechs Kilometern Länge ist ausgeschildert. Von Sosa aus führt eine Autostraße zu einem Parkplatz in der Nähe der Talsperre.

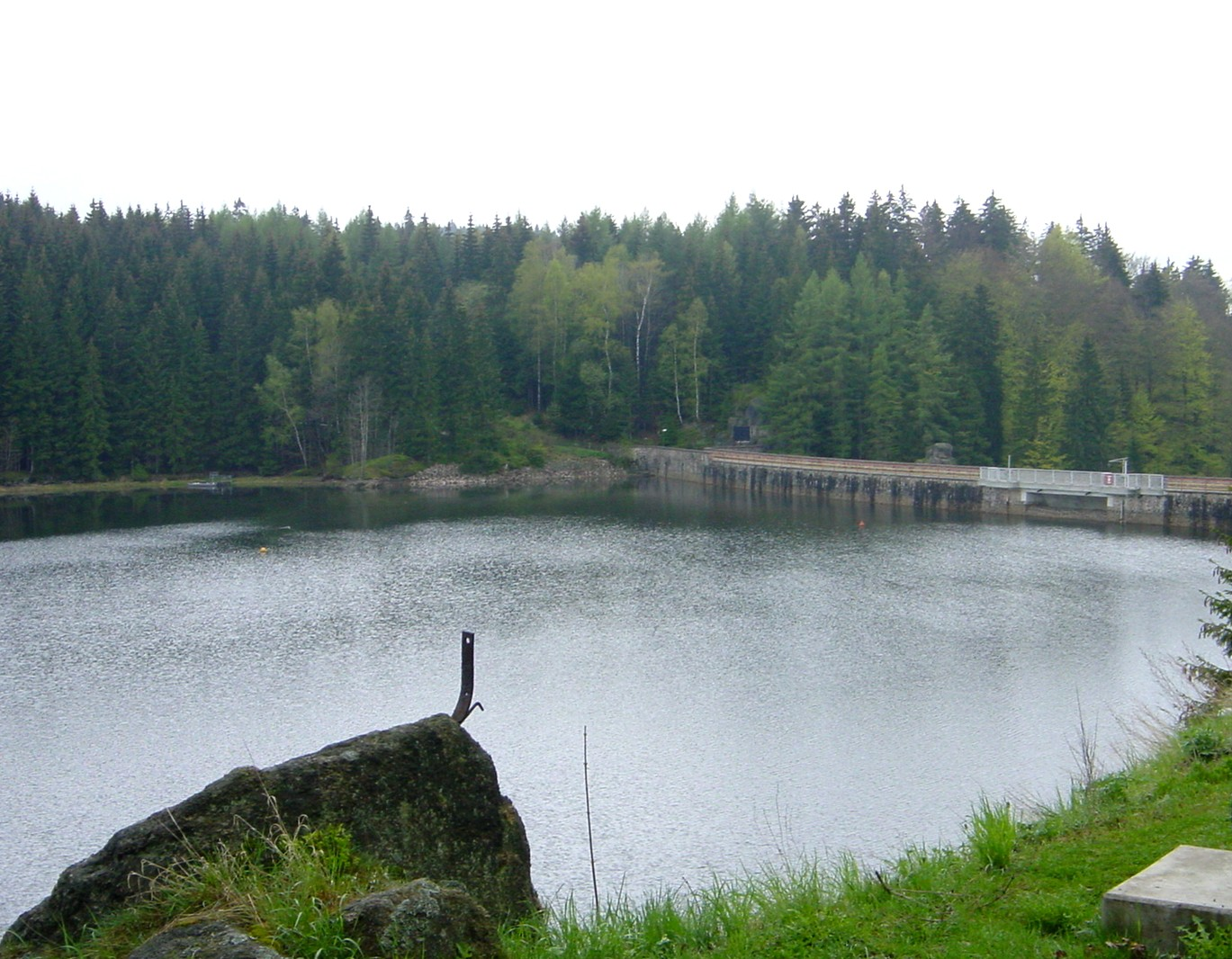
Stausee mit Staumauer
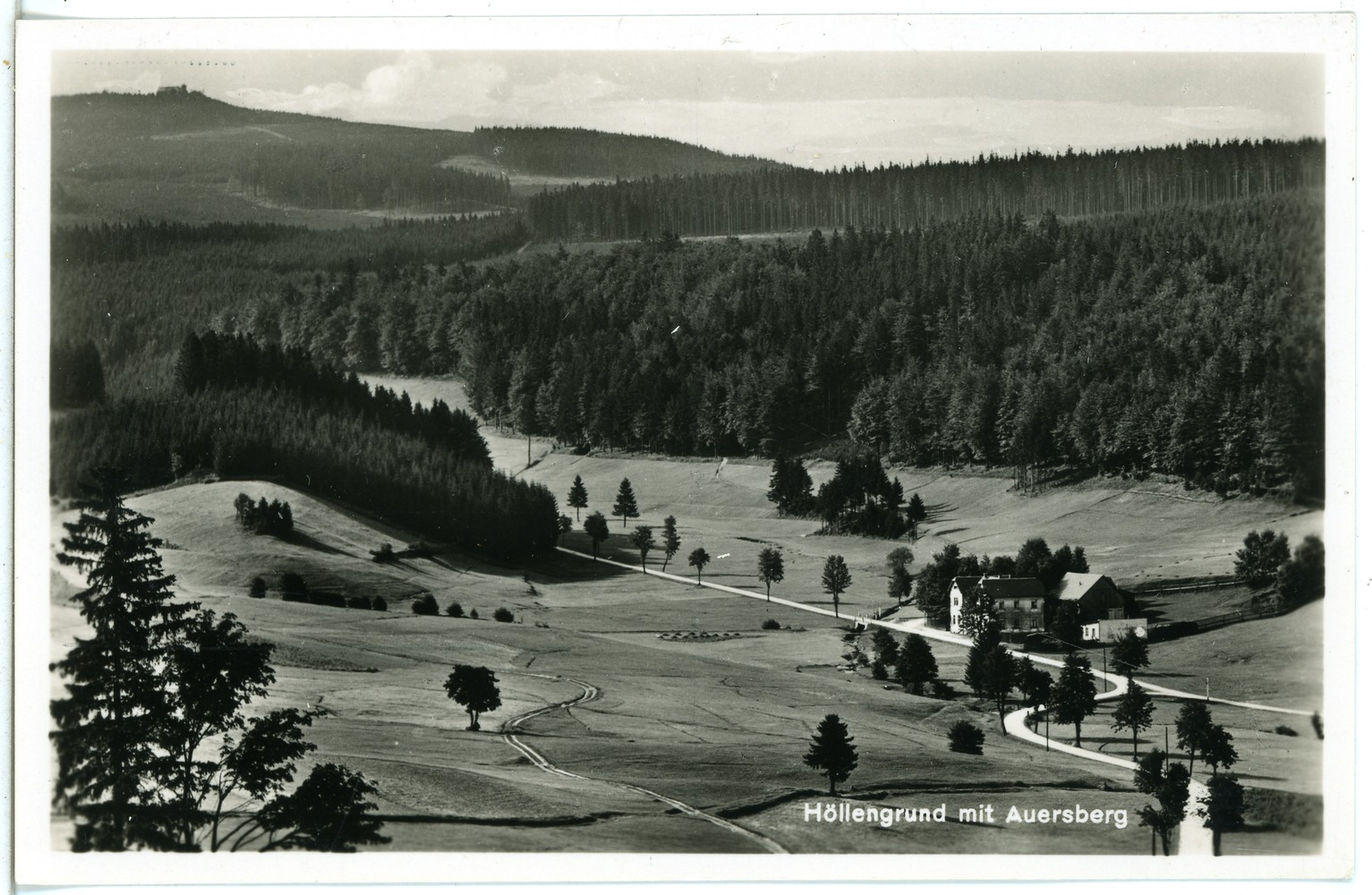
Der Höllengrund vor dem Bau der Talsperre (1933)
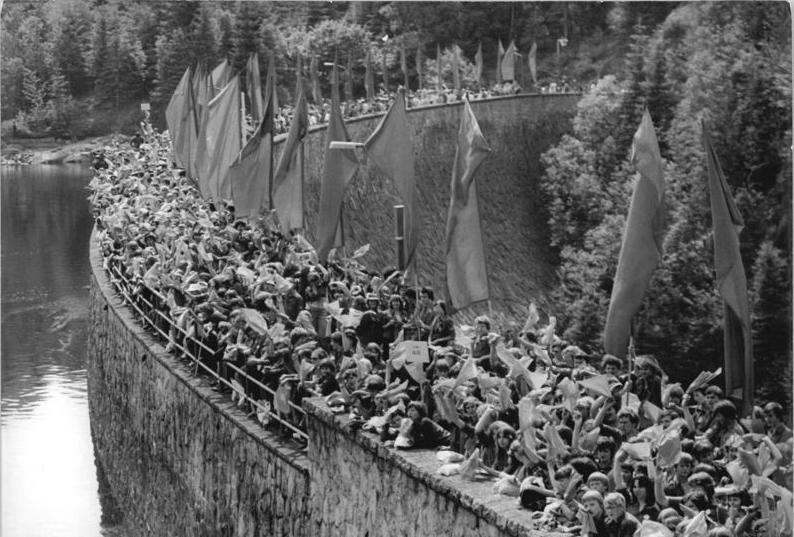
FDJ-Treffen 1981 – 30 Jahre Fertigstellung
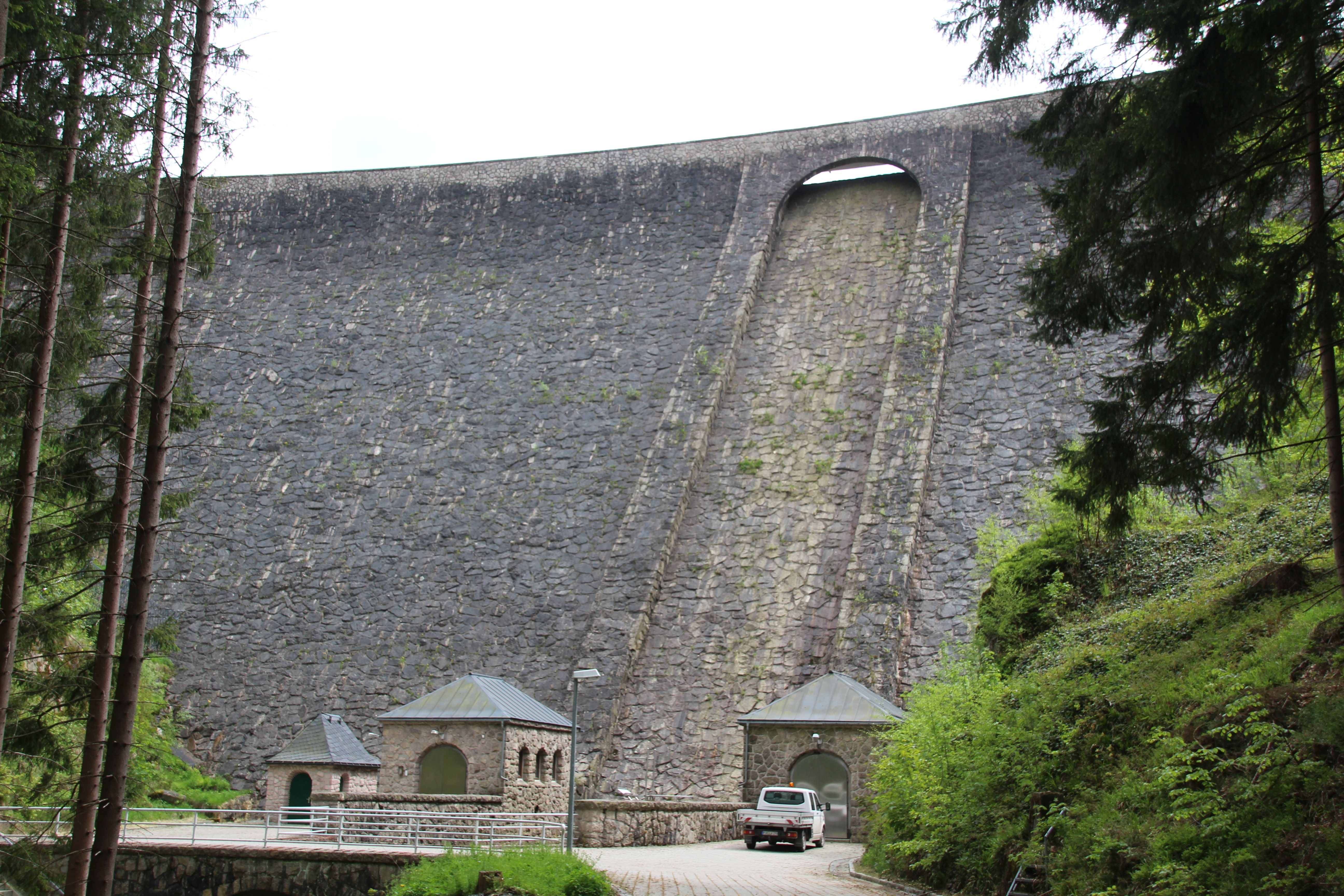
Die Mauer 60 Jahre nach der Fertigstellung
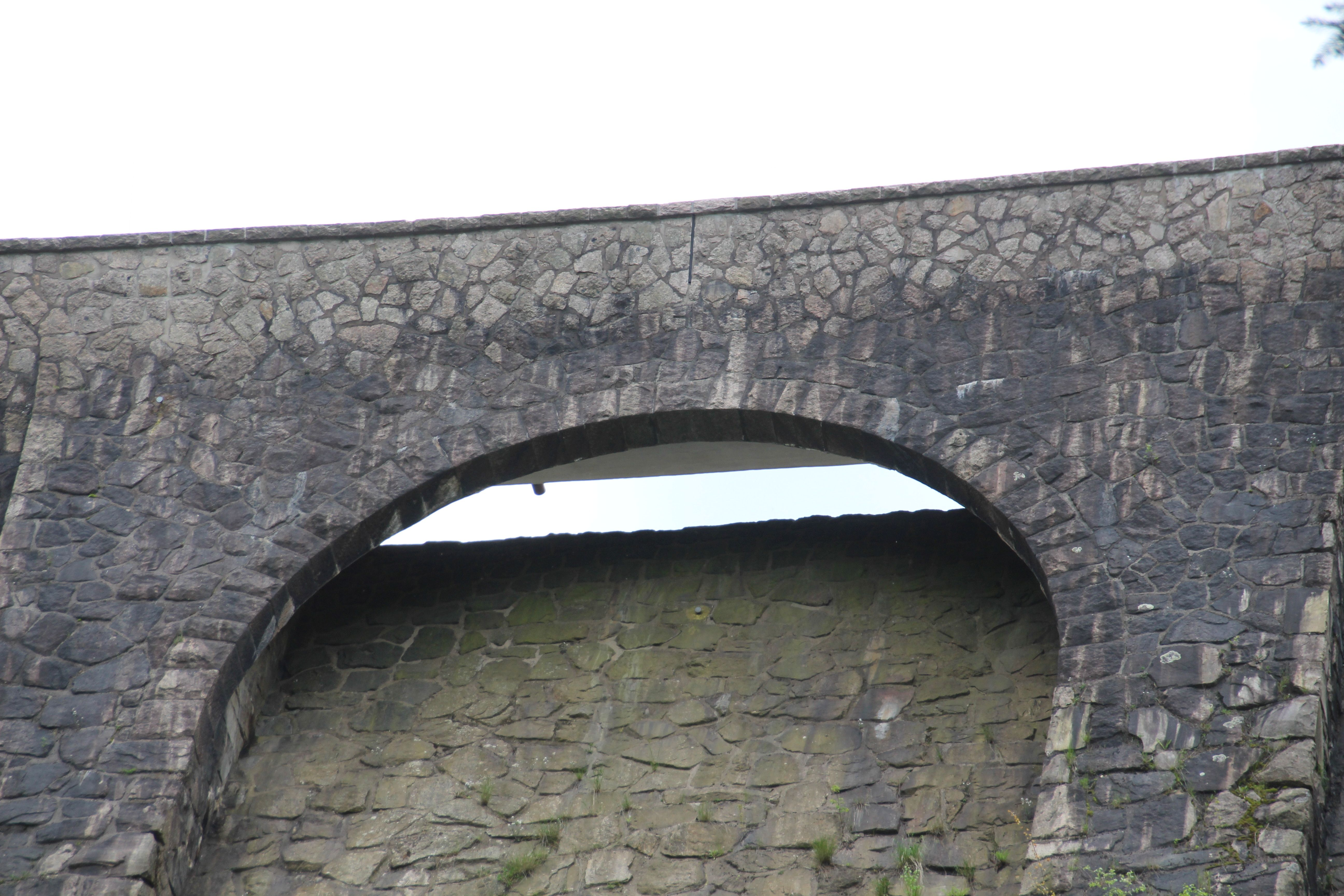
Überlauf

## Film
- Ulrich Liebeskind: Blaue Teufel im Höllengrund – Die Erbauer der Talsperre Sosa. Dokumentation aus der Serie Der Osten – Entdecke wo du lebst. MDR, 2012.

## Bildende Kunst und Fotografie (Auswahl)
- Herbert Riedel: Volksbau Sosa, drei Bilder (Öl), 1950. Deutsches Historisches Museum (DHM) Berlin, Kg 70/16-18.
- Walter Görgner: Volksbau Sosa (Öl), 1950, Bau der Talsperre Sosa (Öl), 1951. DHM Berlin, Kg 90/193 und Kg 66/2.
- Albert Herold: Serie Sosa-Cranzahl / Volksbau Sosa (Linolschnitt), 1951[15]. SLUB / Deutsche Fotothek.
- Richard Meier und Familie (Schnitzer): Modell vom Bau der Talsperre Sosa (Heimatberg), 1951[16]. SLUB / Deutsche Fotothek. Ein Nachbau von seinem Sohn Kurt ist im Museum sächsisch-böhmisches Erzgebirge in Marienberg zu sehen.
- Erich Höhne, Erich Pohl: Fotos zum Bau der Talsperre Sosa (über 1000), 1949-1952[17]. SLUB / Deutsche Fotothek.